# Paula Hawkins (forfatter)
Paula Hawkins (født 26. august 1972) er en britisk forfatter, der er bedst kendt for sin bedst sælgende psykologiske thriller Kvinden i toget (2015), som omhandler temaer om vold i hjemmet, alkohol- og stofmisbrug. Romanen blev filmatiseret med Emily Blunt i hovedrollen i 2016. Hawkins' anden thriller, Into the Water, udkom i 2017.

## Liv og karriere
Hawkins er født og opvokset i Salisbury, Rhodesia (nu Harare, Zimbabwe ), som datter af Anthony "Tony" Hawkins og hans kone Glynne. Hendes far var økonomiprofessor og finansjournalist. Før hun flyttede til London i 1989 i en alder af 17, gik Hawkins på Arundel School, Harare, Zimbabwe, og studerede derefter på Collingham College, et uafhængigt college i Kensington, West London. Hawkins læste filosofi, politik og økonomi på Keble College, University of Oxford. Hun arbejdede som journalist for The Times og rapporterede her om erhvervslivet. Hun arbejdede derefter for en række publikationer på freelancebasis og skrev en bog om finansiel rådgivning for kvinder, The Money Goddess.
Omkring 2009 begyndte Hawkins at skrive romantisk fiktion under navnet Amy Silver og udgav fire romaner, herunder Confessions of a Reluctant Recessionista. Hun opnåede ikke et kommercielt gennembrud, før hun udfordrede sig selv til at skrive en mere dyster og mere seriøs historie. Hendes bedst sælgende roman Kvinden i toget (2015) var en kompleks thriller med temaer om vold i hjemmet, alkohol- og stofmisbrug. Romanen tog hende seks måneder at færdiggøre, på et tidspunkt, hvor hun var i en vanskelig økonomisk situation og måtte låne penge af sin far. Romanen blev filmatiseret i 2016. I november 2016 blev hun opført som en af BBCs 100 kvinder. Paulas anden thriller, Into The Water, blev udgivet i maj 2017 og blev en Sunday Times og NYT bestseller. Hendes roman A Slow Fire Burning blev udgivet den 31. august 2021.